# Esfera (pel·lícula)
Esfera (títol original en anglès: Sphere) és una pel·lícula estatunidenca dirigida per Barry Levinson, estrenada l'any 1998. Aquest film de ciència-ficció és una adaptació de la novel·la Sphere de Michael Crichton, publicada l'any 1987. Ha estat doblada al català.

## Argument
Científics americans s'embarquen en una expedició submarina, l'objectiu és observar, analitzar i investigar l'origen d'una nau espacial immersa que fa tres-cents anys és en les profunditats de l'Oceà Pacífic, un dels secrets millor guardats del govern americà i possiblement el major descobriment de la història de la humanitat. Hi troben una esfera daurada brillant que pensen que ha vingut de l'espai. L'esfera s'obre llavors misteriosament.

## Repartiment
- Dustin Hoffman: Dr. Norman Goodman
- Sharon Stone: Dr. Elizabeth «Beth» Halperin
- Samuel L. Jackson: Dr. Harold «Harry» Adams
- Peter Coyote: Capità Harold C. Barnes
- Liev Schreiber: Dr. Theodore «Ted» Fielding
- Queen Latifah: Alice «Teeny» Fletcher
- James Pickens Jr.: l'instructor de l'OSSA
- Huey Lewis: pilot de l'helicòpter

## Al voltant de la pel·lícula
Gènesi i desenvolupament
El film és l'adaptació cinematogràfica de la novel·la Sphere de Michael Crichton, publicat l'any 1987. És la segona vegada que Barry Levinson adapta una novel·la d'aquest autor, després d'Assetjament (1994), basat en la novel·la homònima.
Rodatge
El rodatge va tenir lloc, principalment, a Vallejo, i sobretot a la drassana de la Marina dels Estats Units d'Amèrica Tolla Island Naval Shipyard.
Música
- La música del film ha estat composta per Elliot Goldenthal.
- La serp de mar ha estat creada per Joseph Hahn, DJ al grup rock Linkin Park.

Crítica
- "El punt de partida crea grans expectatives que no es compleixen"[3]
- "La premissa d'arrencada és apassionant -estupenda mitja hora inicial-, el desenvolupament: decebedor (...) El final: dels més cursis en anys"[4]